# Etgert

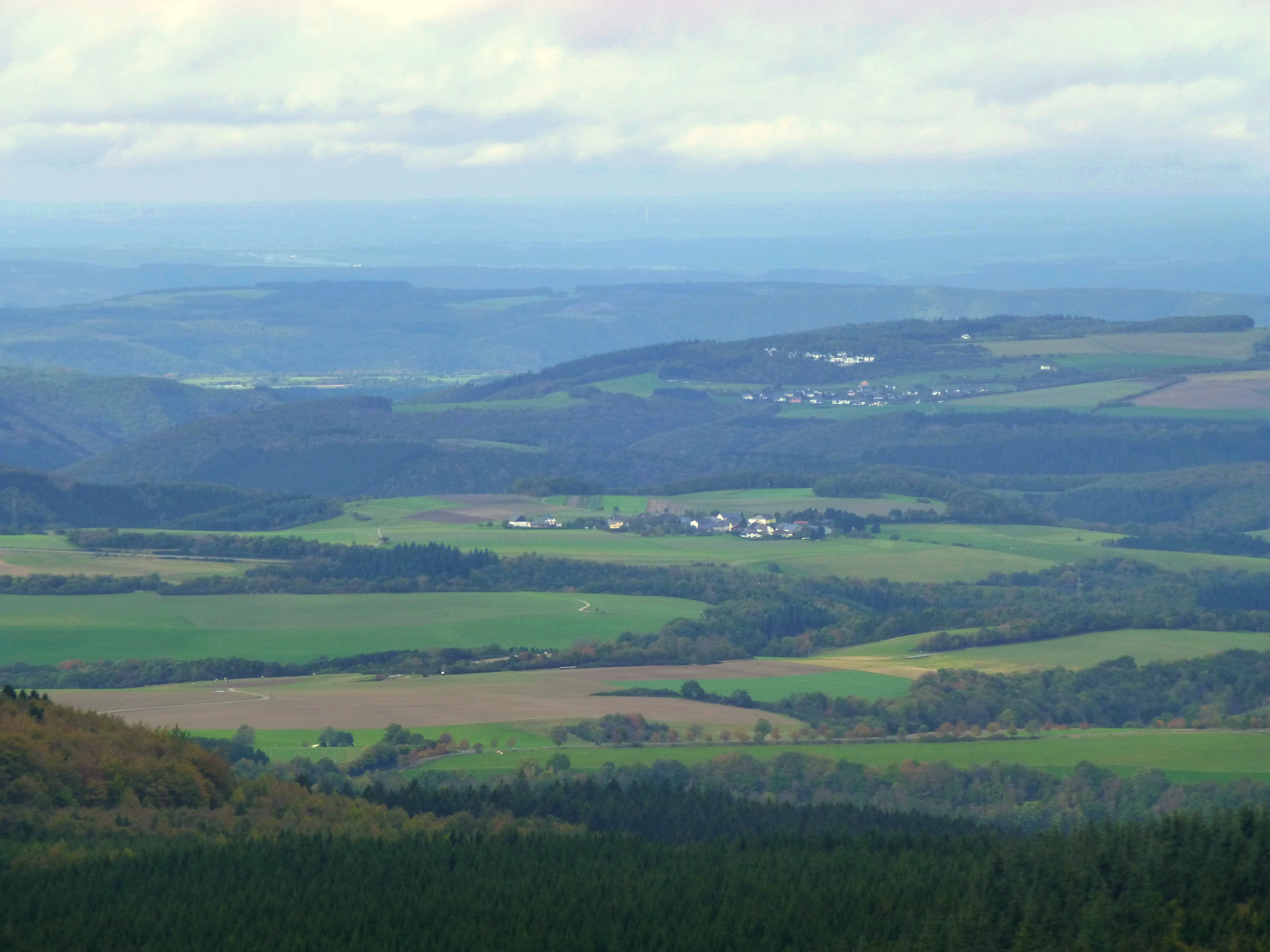
Blick vom Erbeskopf über Etgert nach Horath

Etgert im Hunsrück ist eine Ortsgemeinde im Landkreis Bernkastel-Wittlich in Rheinland-Pfalz. Sie gehört der Verbandsgemeinde Thalfang am Erbeskopf an.

## Geschichte
Etgert gehörte nachweislich ab 1112 zur  Mark Thalfang. Ab 1800 gehörte die Verbandsgemeinde dann zur Mairie Thalfang. Durch die Wirren der Französischen Revolution kam er nach 1794 unter französische Herrschaft und wurde 1815 Teil des Königreichs Preußen. Seit 1946 ist der Ort Teil des damals neu gebildeten Landes Rheinland-Pfalz. Bis zur kommunalen rheinland-pfälzischen Verwaltungsreform von 1969 gehörte der Hunsrückort zum Landkreis Bernkastel.
Bevölkerungsentwicklung
Die Entwicklung der Einwohnerzahl von Etgert, die Werte von 1871 bis 1987 beruhen auf Volkszählungen:
| Jahr | Einwohner |
| ---- | --------- |
| 1815 | 130       |
| 1835 | 187       |
| 1871 | 167       |
| 1905 | 142       |
| 1939 | 129       |

| Jahr | Einwohner |
| ---- | --------- |
| 1950 | 130       |
| 1961 | 116       |
| 1970 | 88        |
| 1987 | 73        |
| 2005 | 56        |

## Politik

### Gemeinderat
Der Gemeinderat in Etgert besteht aus sechs Ratsmitgliedern, die bei der Kommunalwahl am 9. Juni 2024 in einer Mehrheitswahl gewählt wurden, und der ehrenamtlichen Ortsbürgermeisterin als Vorsitzender.

### Bürgermeister
Sabrina Kirch wurde am 16. Juli 2019 Ortsbürgermeisterin von Etgert. Bei der Direktwahl am 26. Mai 2019 war sie mit einem Stimmenanteil von 94,12 % gewählt worden. Bei der Direktwahl am 9. Juni 2024 wurde sie als einzige Bewerberin mit 90,9 % für weitere fünf Jahre wiedergewählt.
Kirchs Vorgänger waren seit 2009 Manfred Schmidt und seit 1989 Herbert Weirich.

### Wappen
| Wappen von Etgert | Blasonierung: „In Gold ein blaubewehrter und -gezungter roter Löwe, begleitet von zehn grünen Eichenblättern.“ |
| Wappen von Etgert | Wappenbegründung: Der Löwe auf dem goldenen Hintergrund ist das Symbol der Wild- und Rheingrafen. Die Eichenblätter stehen für eine alte Eiche am Ortseingang, sowie die Eichenwälder, von denen die Feldmark umgeben ist |

## Wirtschaft
Etgert ist eine ländliche Wohngemeinde mit Kleingewerbe für den örtlichen Bedarf.